# Antoni Kiedrzyński
Antoni Kiedrzyński (ur. 29 kwietnia 1897 w Sosnowcu, zm. po 17 września 1942) – rotmistrz Wojska Polskiego, działacz niepodległościowy.

## Życiorys
Urodził się 29 kwietnia 1897 w Sosnowcu, w rodzinie Zygmunta i Zofii.
6 czerwca 1915 jako alumn seminarium duchownego wstąpił do Legionów Polskich i został przydzielony do 1. szwadronu kawalerii . 19 marca 1916 jako żołnierz 3. szwadronu kawalerii przebywał na leczeniu w szpitalu fortecznym nr 8 w Krakowie. Po powrocie do służby został przydzielony do 6. szwadronu 2 pułku ułanów . W lipcu 1917, po kryzysie przysięgowym, został przeniesiony do Polskiego Korpusu Posiłkowego i przydzielony do kadry kawalerii. Po próbie przejścia przez front pod Rarańczą (15–16 lutego 1918) internowany w Taracköz .
17 października 1919 jako podoficer byłych Legionów Polskich został mianowany z dniem 1 października 1919 podporucznikiem w kawalerii. Pełnił wówczas służbę w Dowództwie Okręgu Generalnego Kielce.
Mieszkał w Warszawie przy ul. Nowogrodzkiej 5 m. 1.
We wrześniu 1939 walczył w obronie Warszawy na stanowisku kwatermistrza 336 pułku piechoty. Po kapitulacji załogi stolicy dostał się do niemieckiej niewoli i przebywał kolejno w Oflagach X A, X C i VI B Dössel (od 17 września 1942) .

## Ordery i odznaczenia
- Krzyż Niepodległości – 27 czerwca 1938 „za pracę w dziele odzyskania niepodległości”[12][1][13]
- Krzyż Walecznych po raz czwarty 28 września 1939 przez dowódcą Armii „Warszawa” gen. dyw. Juliusza Rómmla[8].